# Martin Hochhuth
 Martin Hochhuth  (* 23. Dezember 1960 in Eschwege) ist ein deutscher Jurist, Rechtsphilosoph und Hochschullehrer.

## Werdegang
Martin Hochhuth ist der Sohn des Schriftstellers Rolf Hochhuth und seiner Frau Marianne Heinemann, der Tochter der Widerstandskämpferin Rose Schlösinger.
Er wuchs in Riehen, Basel und Gaienhofen auf, studierte an den Universitäten Hamburg und Freiburg Rechtswissenschaft, Philosophie und Politik und besuchte die Schauspielschule. Nach den Juristischen Staatsexamina, Promotion (1998) und Habilitation (2005) in Freiburg wurde er dort 2007 zum außerplanmäßigen Professor ernannt. Seit seiner Habilitation hatte er Lehrstuhlvertretungen an zahlreichen deutschen Universitäten inne, u. a. in Bayreuth, Bielefeld, Göttingen, Hagen, Heidelberg, Jena und Konstanz. Lehraufträge führen ihn immer wieder an die Universitäten nach Kassel und Friedrichshafen (Zeppelin-Universität).
Er leitete von Februar 2013 bis März 2015 als wissenschaftlicher Geschäftsführer das Kompetenznetzwerk Recht und zivile Sicherheit in Europa (KORSE) der Universität Freiburg. Er ist Vorstandsmitglied des Dimitris-Tsatsos-Instituts für Europäische Verfassungswissenschaften an der Fernuniversität in Hagen.
Im Herbst 2016 erklärte Hochhuth seine Bereitschaft, für die Nachfolge des SPD-Bundestagsabgeordneten Gernot Erler im Bundestagswahlkreis Freiburg im Rahmen der Bundestagswahl 2017 zu kandidieren, unterlag jedoch auf der Wahlkreiskonferenz der SPD mit 80 Stimmen gegen den Vorsitzenden des Kreisverbandes Freiburg Julien Bender (118 Stimmen).
Von April 2018 bis August 2019 war Martin Hochhuth Professor für Öffentliches Recht an der FHöV NRW, Studienort Gelsenkirchen. Seit September 2019 ist Martin Hochhuth Professor für Staats- und Europarecht an der HSPV NRW am Studienort Aachen.

## Wirken
In seiner Habilitationsschrift Die Meinungsfreiheit im System des Grundgesetzes (2007) wie auch in Fachartikeln kämpft Hochhuth für das freie Wort im Sinne des „Lüth-Urteils“ und anderer Bundesverfassungsgerichtsentscheidungen, die der geistigen Offenheit und der politischen Aufklärung dienten.

### Kritik an der Deregulierung der Märkte und besonders des Finanzwesens
Hochhuth warnte am 27. April 2001 auf der Tagung des Jungen Forums Rechtsphilosophie an der Freien Universität Berlin vor einer philosophischen und politischen Paradigmenverwechslung, die das Völkerrecht, aber auch andere Rechtsgebiete präge. Die klassisch-autoritäre Staatsräson sei nach jahrhundertelangen Kämpfen durch die Menschenrechte entthront worden. Dieser Fortschritt zur „Selbstpreisgabe des Staates“ aber werde nun zweckentfremdet, weil man die Freiheit des Individuums mit seinem geldwerten Vermögen verwechsle. Das Thema nahm Hochhuth in mehreren Veröffentlichungen wieder auf, zuletzt mit dem Band Rückzug des Staates und Freiheit des Einzelnen – Die Privatisierung existenzieller Infrastrukturen, der auch Beiträge von Rolf Stürner, Siegfried Broß, Thomas Würtenberger, Dietrich Murswiek, Heinrich Haasis, Eberhard Eichenhofer, Michael Ronellenfitsch, Michael Fehling, Hanno Kube, Christoph Ohler und Günter Knieps enthält.

### Verhinderung von Verfassungsänderungen zum Militäreinsatz im Inland
Nach den Anschlägen vom 11. September 2001 stellte Hochhuth sich mit dem Artikel Militärische Bundesintervention bei inländischem Terrorakt in der Neuen Zeitschrift für Wehrrecht als erster Wissenschaftler gegen die damals einhellige Meinung in Literatur und Politik. Zwei zentrale Argumente dieser Abhandlung verhinderten (vorläufig, d. h. zumindest bis heute) die Grundgesetzänderungen zum Einsatz der Bundeswehr im Inneren, die die CDU-CSU-Opposition vehement forderte und Teile der rot-grünen Bundesregierung ebenfalls für geboten hielten.
Entscheidend für die Wende der Debatte war, dass terroristische Flugzeugentführungen stets als ein „länderübergreifender Unglücksfall“ im Sinne von Art. 35 Abs. 3 Satz 1 des Grundgesetzes gesehen werden könnten. Diese Vorschrift ermächtigt „die Bundesregierung […] Einheiten der Streitkräfte ein[zu]setzen.“ Mit diesem Hinweis Hochhuths war die Verfassungsänderung vom Tisch, denn die Opposition und ihr Kanzlerkandidat Stoiber hatten befürchtet, ohne Verfassungsänderung müsse die Bundesregierung bei einer Flugzeugentführung tatenlos zusehen, da das Grundgesetz ihr keine Zuständigkeit gebe. Für eine Verfassungsänderung schien allerdings weiter das Problem zu sprechen, dass selbst aus einer Zuständigkeit der Bundeswehr (nach Art. 35 Abs. 3 GG) nach überwiegender Meinung im Gefahrenabwehrrecht noch keine Eingriffsermächtigung folgen würde, das Leben der Entführten zu gefährden. Das Leben würde aber gefährdet, indem ihr Flugzeug durch die Bundeswehr robust abgedrängt oder zur Landung gezwungen würde. Erst recht gebe eine reine Befugnisvorschrift kein Recht zur Tötung, wie sie bei Abschuss des Flugzeugs aber unausweichlich wäre.
Des Weiteren stellt der Aufsatz dar, weshalb auch dieses Problem durch eine Verfassungsänderung nicht lösbar wäre: Das bisherige einfache Gesetzesrecht biete zwar Lösungen, jedoch keine rechtsstaatlich befriedigenden. Die denkbaren verfassungsrechtlichen Lösungen wären nicht befriedigender, aber zudem auch noch gefährlich. Hochhuth befürchtet insbesondere „Trittbrettfahrer-Änderungen“ der Verfassung: Werde der Militäreinsatz im Inneren auch nur für einen extremen Fall ausdrücklich normiert, so würden weitere Änderungen bald folgen.

### Verteidigung der „kunstgerechten“ religiösen Knabenbeschneidung
Da Hochhuth als erster das Kölner Beschneidungsurteil in der NJW kritisiert hatte, interviewte ihn der WDR. Hier forderte er, Juden und Muslimen schneller und sicherer als durch ein (immer angreifbares) Gesetz durch Weisungen nach dem Gerichtsverfassungsgesetz (GVG) die Rechtssicherheit zurückzugeben. Der Justizminister von Nordrhein-Westfalen Thomas Kutschaty widersprach dem noch am selben Tag, doch folgten die Bundesländer Berlin, Baden-Württemberg und Hamburg dem Vorschlag.

### Verfahren gegen CETA vor dem Bundesverfassungsgericht
Seit 2016 ist Hochhuth an der Prozessvertretung der Musiklehrerin Marianne Grimmenstein-Balas und ihrer 68.000 Mitkläger im Verfahren gegen CETA beteiligt.
Im Rahmen dieses Verfahrens vor dem Bundesverfassungsgericht hatte Hochhuth argumentiert, dass anders als bei der Eilentscheidung zum europäischen Rettungsschirm in der Finanzkrise keine Gefahr im Verzug bestehe und das Bundesverfassungsgericht deshalb auf die Bremse treten könne.

## Veröffentlichungen (Auswahl)
- Relativitätstheorie des Öffentlichen Rechts (Dissertation). Nomos, Baden-Baden 2000, ISBN 3-7890-6831-4.
- Die Bedeutung der neuen Willensfreiheitsdebatte für das Recht. In: Juristenzeitung 2005, S. 745–753.
- Die Meinungsfreiheit im System des Grundgesetzes (Habilitation). Tübingen 2007, ISBN 978-3-16-149073-6.
- Schwächung der Demokratie durch verselbständigte Mehr-Ebenen-Systeme. Die Globalisierung als Chance und Gefahr. In: Ivo Appel, Georg Hermes und Christoph Schönberger (Hrsg.): Öffentliches Recht im offenen Staat. Festschrift für Rainer Wahl zum siebzigsten Geburtstag. Duncker und Humblot, Berlin 2011, ISBN 3-428-13382-X, S. 723–740.
- Verteidigung der Demokratie gegen ein irregeleitetes Finanzwesen. In: Martin Hochhuth (Hrsg.): Rückzug des Staates und Freiheit des Einzelnen – die Privatisierung existenzieller Infrastrukturen. Duncker und Humblot, Berlin 2012, ISBN 978-3-428-13890-6, S. 271–299.
- (Hrsg.): Der Europäischen Union eine nichtfinanzielle Seele geben. Ernst Cassirers kosmopolitische Konzepte. Berliner Wissenschaftsverlag, Berlin 2021, ISBN 978-3-8305-5081-5.